# (71445) Marc
(71445) Marc es un asteroide del cinturón principal descubierto el 4 de enero de 2000 por Lawrence H. Wasserman en la estación observatoria de Anderson Mesa, en Estados Unidos. Está nombrado en honor de Marc Y. Wasserman, hijo del descubridor, fellow en el Centro Médico de la Universidad de Loyola.